# سالک (تصوف)
سالک به معنای مسافر و راه‌رونده است و در اصطلاح صوفیه هم به کسی که طالب تقرب حق تعالی است گفته می‌شود. سالک در راه خدا سیر می‌کند تا به مقصود برسد.

## محمود شبستری
به اعتقاد محمود شبستری مسافر و سالک کسی را می‌نامند که او به طریقِ سلوک و روش، به مرتبه و مقامی برسد که از اصل و حقیقت خود آگاه و باخبر شود و بداند که او همین نقش و صورت که می‌نماید، نبوده‌است و اصل و حقیقت او مرتبهٔ جامعهٔ الهیه است.
مسافر و سالک آن است که از منازل شهوات طبیعی و نفسانی و لذات جسمانی عبور نماید و از لباسِ صفات بشری خارج گردد و پردهٔ پندارِ خودی از روی حقیقت براندازد و چون آتش از دود جدا شود.

## لطف و فضل الهی
عرفا معتقدند سالک در مسیر سلوک، هر منزلی را که پشت سر بگذارد، حالتی به او دست خواهد داد و نورانیت و کمالی برای او حاصل خواهد شد که موهبتی است از عالم غیب و از جانب پروردگار، این حالات برخلاف مقامات که اکتسابی و در اختیار سالک است، اختیاری نیست و به لطف و فضل الهی بستگی دارد.

## سیر
سلوک سیر است و سیر بر دو قسم است؛ سیر الی اللّه که نهایت دارد و سیر فی اللّه که نهایت ندارد.
اهل تصوف می‌گویند که سیر الی اللّه عبارت از آنست که سالک چندان سیر کند که خدای را بشناسد چون خدای را شناخت سیر الی اللّه تمام شد اکنون ابتدای سیر فی اللّه باشد، و سیر فی اللّه آن است که سالک بعد از شناخت خدای چندانی دیگر سیر کند که تمام صفات و اسامی و افعال خدای را دریابد و علم و حکمت خدای را بداند، و صفات و اسامی خدای و علم و حکمت خدای بسیار است بلکه نهایت ندارد